# Carl Benjamin Klunzinger

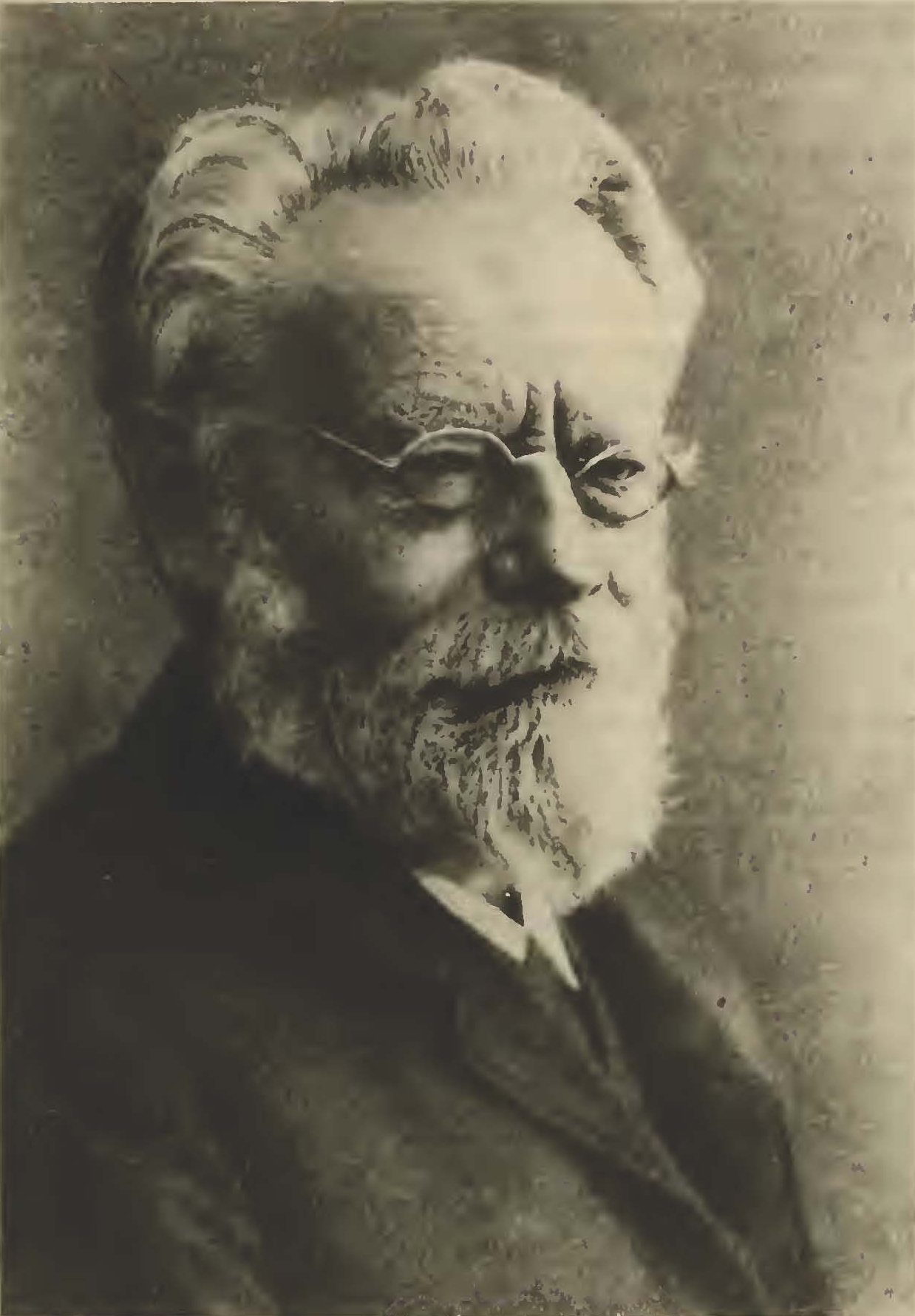
Carl Benjamin Klunzinger

Carl Benjamin Klunzinger (* 18. November 1834 in Güglingen; † 21. Juni 1914 in Stuttgart) war ein württembergischer Tropenarzt und Zoologe.

## Leben
Carl Benjamin Klunzinger war Sohn des Güglinger Stadtpfarrers Karl Klunzinger. Er lebte 1863 bis 1869 und nach dreijährigem Aufenthalt in Europa zur Bearbeitung seiner Sammlungen wieder 1872 bis 1875 als Arzt meist in Al-Qusair (Koseir) am Roten Meer, dessen Küste er nebst dem Niltal mehrfach bereiste. 
Nach Deutschland zurückgekehrt, erhielt er die Stellung eines Kustos am Naturalienkabinett zu Stuttgart. Er war von 1884 bis 1900 Professor für Zoologie, Anthropologie und Hygiene am Polytechnikum Stuttgart.
Im Jahr 1876 wurde er zum Mitglied der Leopoldina gewählt. 1912 wurde er Ehrenmitglied des Vereins für vaterländische Naturkunde in Württemberg.
Der Eisenbahn- und Wasserbauingenieur Paul Klunzinger war sein Bruder.

## Schriften
Vollständige Literaturliste: siehe Erinnerungen aus meinem Leben als Arzt und Naturforscher zu Koseir am Roten Meere (#Klunzinger 1915, S. 304–311).
- Eine zoologische Excursion auf ein Korallriff des rothen Meeres. In: Verhandlungen der kaiserlich-königlichen zoologisch-botanischen Gesellschaft in Wien, Jahrgang 20, 1870, S. 389–394, pdf.
- Synopsis der Fische des Rothen Meeres. In: Verhandlungen der kaiserlich-königlichen zoologisch-botanischen Gesellschaft in Wien, Jahrgang 20, 1870, Seite 669–834, Jahrgang 21, 1871, S. 441–1368, pdf, Nachdruck: Weinheim: Cramer, 1964.
- Bilder aus Oberägypten, der Wüste und dem Rothen Meere. Mit einem Vorwort von Georg Schweinfurth. 2. Auflage, Stuttgart : Levy & Müller, 1878, pdf, Nachdruck: Wiesbaden: LTR-Verlag, 1981, ISBN 3-88706-012-1.
  - Upper Egypt: its people and its products. A descriptive account of the manners, customs, superstitions, and occupations of the people of the Nile Valley, the desert, and the Read Sea coast, with sketches of the natural history and geology. New York: Scribner, 1878, pdf, Nachdruck: New York: AMS Press, 1984.
- Die Korallthiere des rothen Meeres. 3 Bände. Berlin: Gutmann, 1871–1879. 
  - Band 1: Die Alcyonarien und Malacodermen. Berlin: Gutmann, 1871, pdf.
- Die v. Müller’sche Sammlung australischer Fische in Stuttgart. In: Sitzungsberichte der Akademie der Wissenschaften in Wien, Mathematisch-Naturwissenschaftliche Klasse, Jahrgang 80, 1880, S. 325–430,  Tafel I–IX, pdf.
- Die Fische in Württemberg: faunistisch-biologisch betrachtet, und die Fischereiverhältnisse daselbst. In: Württembergische naturwissenschaftliche Jahreshefte, Jahrgang 37, 1881, S. 173–304, pdf.
- Über die Felchenarten des Bodensees. In: Jahreshefte des Vereins für vaterländische Naturkunde in Württemberg, Jahrgang 40, 1884, S. 105–128, pdf.
- Denkschrift über die Situation des Königlichen Naturalienkabinetts zu Stuttgart, Manuskript, Stuttgart 1884. Abdruck in: #Adam 1991, S. 11–16.
- Die Fische des rothen Meeres: eine kritische Revision mit Bestimmungstabellen. 1. Theil: Acanthopteri veri Owen. Stuttgart: Schweizerbart, 1884.
- Bodenseefische, deren Pflege und Fang. Stuttgart: Enke, 1892.
- Über die prähistorischen Fischereigeräthschaften : insbesondere der Pfahlbauten des Bodensees; Vortrag, gehalten auf dem 4. Deutschen Fischereitag zu Friedrichshafen am Bodensee. In: Circulare des Deutschen Fischerei-Vereins; 1892.
- Theodor Eimer: ein Lebensabriss mit Darstellung der Eimer’schen Lehren nach ihrer Entwicklung. In: Jahreshefte des Vereins für Vaterländische Naturkunde in Württemberg, Jahrgang 55, 1899, S. 1–22, pdf.
- Entgegnung auf Nüsslin’s Ausführungen in der Gangfisch-Blaufelchen-Frage vom September 1903. In: Jahreshefte des Vereins für vaterländische Naturkunde in Württemberg Jahrgang 60, 1904, S. 335–343, pdf.
- Ergebnisse der neueren Bodenseeforschungen. Stuttgart: Schweizerbart, 1906.
- Geschichte der Stuttgarter Tiergärten. In: Jahreshefte des Vereins für vaterländische Naturkunde, Jahrgang 66, 1910, S. 167–217 (zobodat.at [PDF]).
- Die Rundkrabben (Cyclometopa) des Roten Meeres. Halle, 1913, pdf.
- Ein Besuch beim klugen Hund Rolf nebst Parallelbeobachtungen an anderen Tieren und tierpsychologische und sonstige Betrachtungen. In: Jahreshefte des Vereins für Vaterländische Naturkunde in Württemberg, Jahrgang 70, 1914, S. 217–254, pdf.
- Erinnerungen aus meinem Leben als Arzt und Naturforscher zu Koseir am Roten Meere. In: Zoologische Annalen – Zeitschrift für Geschichte der Zoologie. Band 6, Verlag Curt Kabitzsch, Würzburg 1914, S. 223–311 (zobodat.at [PDF]).